# القول المسدد في الذب عن المسند
القول المسدد في الذب عن مسند الإمام أحمد هو كتاب للحافظ ابن حجر العسقلاني. حقق الحافط ابن حجر في هذا الكتاب نفي الوضع عن أحاديث المسند وظهر من بحثه أن غالبها جياد وأنه لا يتأتى القطع بالوضع في شيء منها بل ولا الحكم بكون واحد منها موضوعًا إلا الفرد النادر مع الاحتمال القوي في دفع ذلك .
وقال السيوطي في خطبة كتابه الجامع الكبير ما لفظه : وكل ما كان في مسند أحمد فهو مقبول ، فإن الضعيف فيه يقرب من الحسن .